# اخراج ساخته و پرداخته
اخراج ساخته و پرداخته (انگلیسی: Constructive dismissal) از سوی کارفرما، به وضعیتی گفته می‌شود که در آن کارفرما با ایجاد شرایط کاری نامناسب و غیرقابل تحمل، کارمند را وادار به استعفا می‌کند. در این حالت، اگرچه کارمند به صورت رسمی استعفا داده است، اما در واقع به دلیل اقدامات کارفرما مجبور به ترک کار شده است. این اقدامات می‌تواند شامل تغییر شرایط کاری به صورت غیرمنصفانه، کاهش حقوق و مزایا، تنزل مقام، آزار و اذیت، ایجاد محیط کاری خصمانه و غیره باشد.
در اخراج سازنده، کارمند می‌تواند با اثبات اینکه کارفرما شرایط کاری را به گونه‌ای تغییر داده که ادامه کار برای او غیرممکن شده است، به مراجع قانونی مراجعه کرده و درخواست جبران خسارت کند. در این صورت، کارفرما مسئول جبران خسارات وارده به کارمند خواهد بود، حتی اگر به صورت رسمی کارمند را اخراج نکرده باشد.